# خيسوس داتولو
خيسوس ألبيرتو داتولو (بالإسبانية: Jesús Alberto Dátolo)‏ الشهير باسم خيسوس داتولو (مواليد 19 مايو 1984 في كارلوس سبيغازيني - الأرجنتين) لاعب كرة قدم أرجنتيني يلعب حاليا لصالح نادي الدرجة الأولى نابولي الإيطالي منذ 2009 في مركز الجناح الأيسر كما يجيد اللعب في مركز الوسط المهاجم .

## مسيرته الكروية
لعب خيسوس داتولو خلال مسيرته الاحترافية مع 8 أندية في عشرون موسمًا وسجل خلالها 36 هدفًا ضمن 289 مباراة. حيث فاز في موسم واحد بالكأس وفي موسم واحد بالدوري.
خاض خيسوس داتولو مسيرته مع نادي بانفيلد في موسم 2004–05 في المرة الأولى ولمدة موسمين ثم في موسم 2017–18 واستمر معه طيلة ثلاثة مواسم، مشاركًا طوالها في 89 مباراة سجل خلالها 14 هدفًا. ثم انتقل إلى نادي بوكا جونيورز في موسم 2006–07 واستمر معه طيلة ثلاثة مواسم، حيث شارك في 67 مباراة سجل خلالها 5 أهداف. لينتقل بعدها إلى نادي نابولي في موسم 2008–09 ولمدة موسمين، مشاركًا في 22 مباراة سجل خلالها هدفًا واحدًا. ثم انتقل إلى نادي أولمبياكوس في موسم 2009–10 لمدة موسم واحد، مشاركًا في 7 مباريات ولم يسجل أي هدف. هذا وانتقل لاحقًا إلى نادي إسبانيول في موسم 2010–11 ولمدة موسمين، مشاركًا في 20 مباراة سجل خلالها هدفين. ثم انتقل بعدها إلى نادي إنترناسيونال في عامي 2012-2014 ولمدة موسمين، مشاركًا في 14 مباراة سجل خلالها هدفًا واحدًا. ليعود وينتقل من جديد، لكن هذه المرة إلى نادي أتلتيكو مينيرو في موسم 2013 ليلعب معه أربعة مواسم، مشاركًا في 70 مباراة سجل خلالها 13 هدفًا. لينتقل بعدها إلى نادي فيتوريا ما بين عامي 2017 و2018 لمدة موسم واحد، لم يشارك في أي مباراة ولم يسجل أي هدف.

## روابط خارجية
- خيسوس داتولو على موقع الاتحاد الدولي (مؤرشف)  (الإنجليزية)
- خيسوس داتولو على موقع قاعدة بيانات كرة القدم.إي يو (الإنجليزية)
- خيسوس داتولو على موقع ناشيونال فوتبول تيمز (الإنجليزية)
- خيسوس داتولو على موقع Soccerway.com (الإنجليزية)
- خيسوس داتولو على موقع عالم كرة القدم.نت (الإنجليزية)
- خيسوس داتولو على موقع AS.com (الإسبانية)